# پروژه کانال بن گوریون

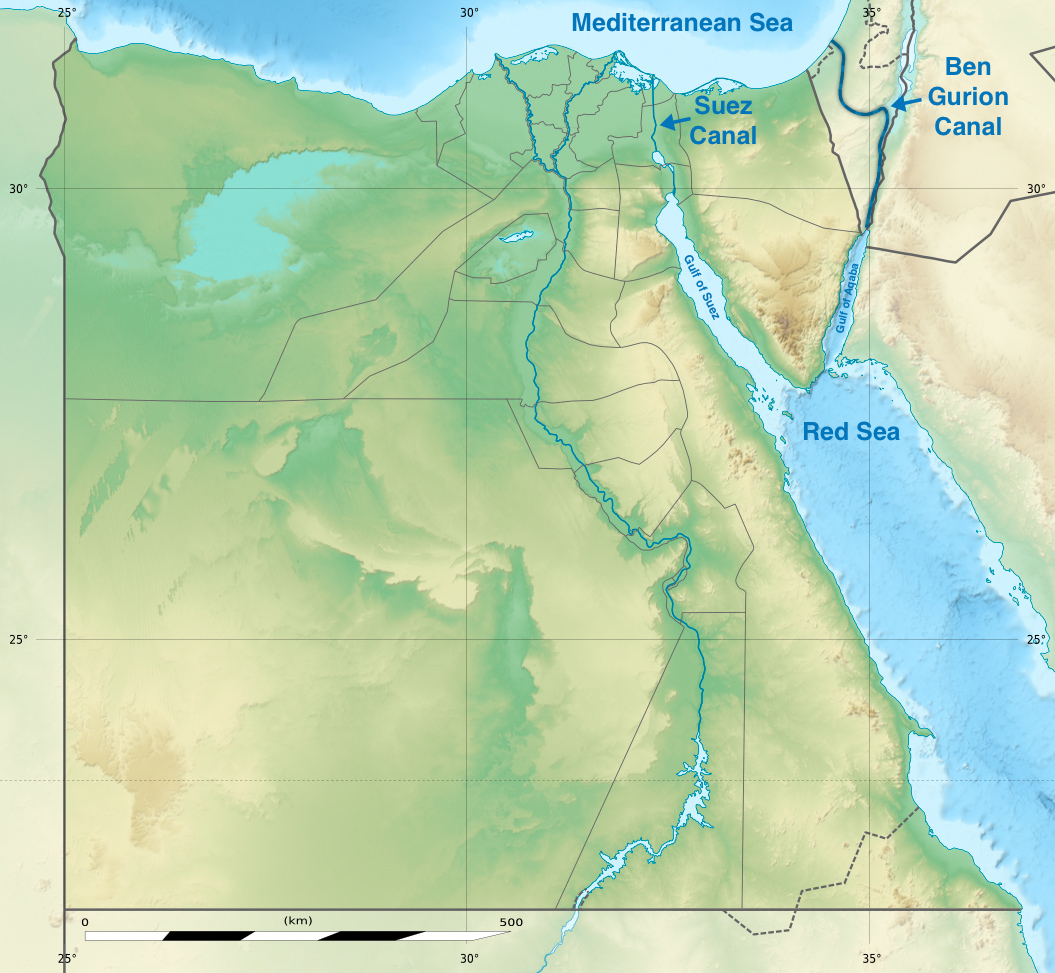
کانال بن گوریون در مقایسه با کانال سوئز

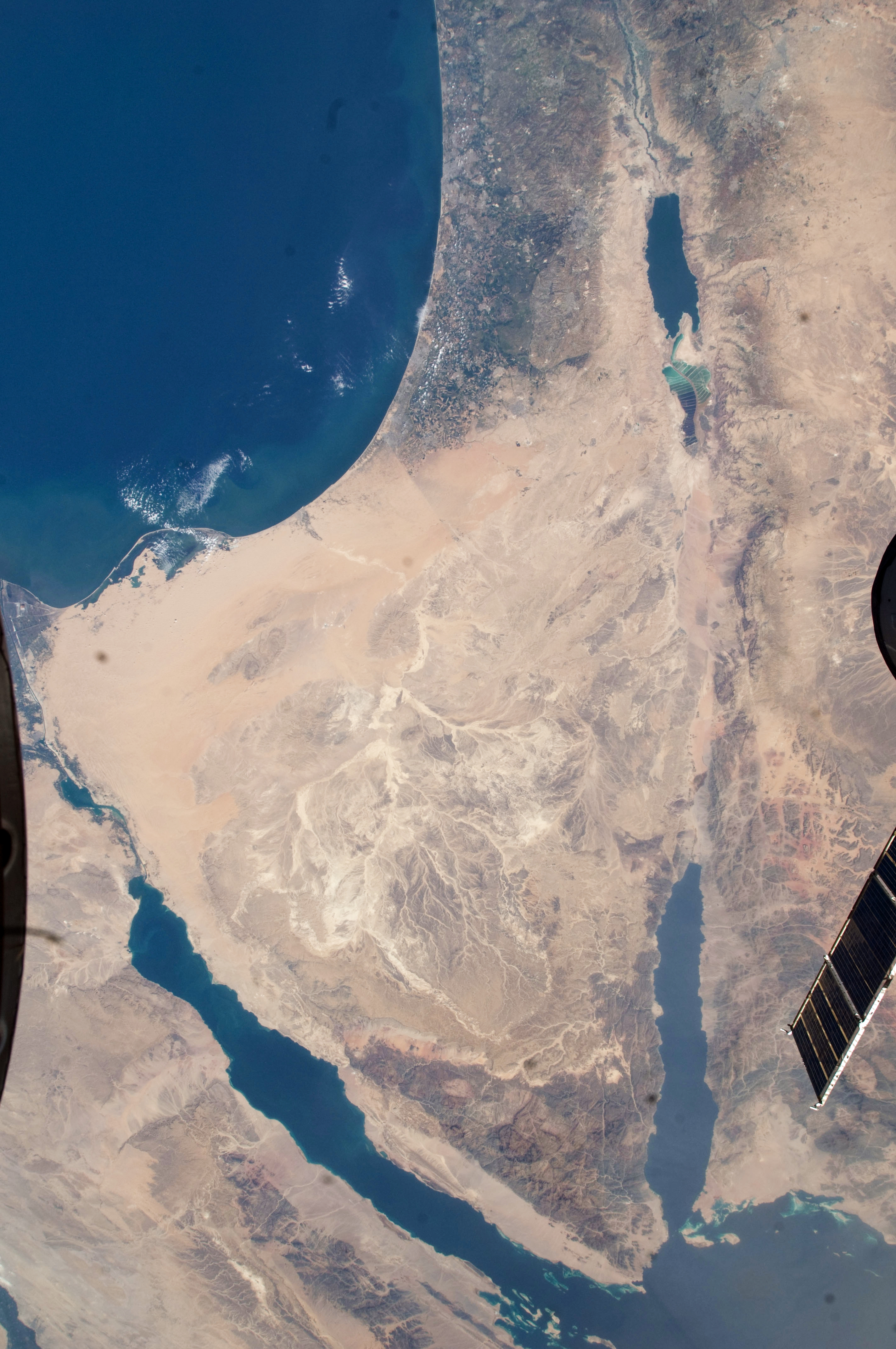
تصویر ماهواره‌ای

پروژهٔ کانال بن گوریون یا کانال اسرائیل یک پروژهٔ پیشنهادی تأسیس کانال است که توسط دولت اسرائیل برنامه‌ریزی شده‌است. این کانال خلیج عقبه را به دریای مدیترانه متصل می‌کند. این کانال به نام داوید بن گوریون، اولین نخست‌وزیر اسرائیل نامگذاری شده‌است. این کانال رقیب کانال سوئز است که از مصر می‌گذرد، و در طول تاریخ خود اختلالات زیادی داشته‌است، مانند انسداد کانال سوئز و تنگهٔ تیران توسط اسرائیل، بسته‌شدن کانال سوئز (۱۹۵۶–۱۹۵۷)، بسته‌شدن کانال سوئز (۱۹۶۷–۱۹۷۵) و انسداد کانال سوئز در سال ۲۰۲۱. کانال بن گوریون با طول ۱۲۰٫۱ مایل (۱۹۳٫۳ کیلومتر) تقریباً یک سوم طولانی‌تر از کانال سوئز، با طول ۱۸۲ مایل (۲۹۲٫۹ کیلومتر) خواهد بود. هزینهٔ ایجاد این کانال بین ۱۶ تا ۵۵ میلیارد دلار تخمین زده می‌شود.
این کانال ۵۰ متر عمق خواهد داشت و کشتی‌هایی به طول ۳۰۰ و عرض ۱۱۰ متر می‌توانند از آن عبور کنند.

## مسیر
کانال از انتهای جنوبی خلیج عقبه در شهر بندری ایلات در اسرائیل در مرز اسرائیل و اردن آغاز می‌شود، و از طریق درهٔ عربه به طول حدود ۱۰۰ کیلومتر بین کوه‌های نگب و ارتفاعات اردن پیش می‌رود و قبل از دریای مرده که ۴۳۰٫۵ متر (۱٬۴۱۲ فوت) زیر سطح دریا قرار دارد، به سمت غرب می‌پیچد و از طریق دره‌ای در رشته‌کوه‌های نگب پیش می‌زود، و سپس دوباره به سمت شمال بازمی‌گردد تا نوار غزه را دور بزند و به دریای مدیترانه متصل شود.

## تصاویر ناسا
|  |  |  |

|  |  |  |